# 辽东堇菜
辽东堇菜（学名：Viola savatieri）为堇菜科堇菜属的植物。分布在朝鲜、日本以及中国大陆的辽宁等地，一般生长在向阳山坡草地，目前尚未由人工引种栽培。

## 别名
萨氏堇菜（东北师范大学科学研究通报）